# Perception du risque
 (décembre 2014).
La perception du risque est la condition de son appréciation et de la possibilité de concilier ce risque avec l'action envisagée par une prise de décision rationnelle : une fois les possibilités mises en balance, un choix tenant quelque part du pari est fait en connaissance de cause.

## La difficulté de l'anticipation
Une difficulté de la maîtrise du risque tient au fait que l'événement concerné, le dommage, est éloigné dans le temps, se situe dans l’avenir. De cette notion d’avenir dérivent les notions de possible, de probable, de potentiel et parfois de risque émergent. L'homme est lui-même la source de nouveaux facteurs de risques (industriels, sanitaires, toxicologiques, écotoxicologiques ou militaires par exemple).
Le risque prend une dimension différente en fonction de l'horizon temporel considéré. Par exemple, le risque de disparition du soleil prend une tout autre importance selon que l'on considère l'avenir proche (il fera très probablement jour demain) ou un avenir lointain (le soleil va finir en géante rouge qui englobera la Terre et disparaîtra de manière quasi certaine dans environ cinq milliards d'années).
Si le futur est une affaire de prospective, il est aussi conditionné par les croyances. La première de celles-ci qui s'applique à la notion de risque concerne la vision déterministe (l'avenir est écrit) ou non déterministe (nous pouvons influer de par notre volonté sur le futur) qui influent sur notre capacité d'action ou de réaction face au risque.
L'ambition de « prévoir » le futur exigerait la possession de modèles fiables. Ces modèles, réducteurs par nature, privilégient certains aspects par rapport à d'autres et envisagent ainsi des comportements différents selon les hypothèses choisies. Par exemple, la gestion des risques professionnels dans une entreprise aboutit à des priorités différentes selon que l'on la traite par un modèle économique (diminuer le nombre et le coût des accidents) ou humain (empêcher les accidents handicapants ou mortels). L'incertitude se traduit par l'élaboration de scénarios.

## Incertitude liée au facteur humain et culturel
L'une des difficultés de la gestion du risque provient du fait que le degré d'exposition et donc la conséquence néfaste sont souvent incertains, et que la simple connaissance, ou au contraire ignorance, de ce risque influe sur sa probabilité. Par exemple, la présence d'un panneau de signalisation routière indiquant un virage dangereux suffit parfois à diminuer fortement, voire supprimer les accidents dans ce virage.
De plus, une fois le risque évité, et même si l'on est sûr qu'il existait des causes bien réelles de risque pour une multiplicité d'organisations, il n'est pas évident que la réalité du risque soit reconnue a posteriori s'il n'y a pas eu de conséquence dommageable pour la société civile. Ainsi, dans notre précédent exemple, l'absence d'accident peut amener à contester l'intérêt du panneau puisque « aucun accident ne s'y produit », voire à le supprimer.
C'est pourquoi, même si le risque comporte des caractéristiques statistiques, le réduire à cette dimension peut être trompeur. Une telle approche peut faire oublier des facteurs déterminants de son apparition, ainsi que le contexte nécessaire pour transformer un risque en accident.
Certaines configurations de l'environnement (par exemple, une falaise au-dessus de la mer) peuvent provoquer des situations dangereuses (par exemple le fait de se trouver en hauteur au-dessus de la mer). Ces situations dangereuses débouchent sur des risques (par exemple un risque important de tomber et de se tuer). La réalisation de ce risque (l'accident) reste néanmoins potentielle et non avérée. D'une part cela peut donner l'impression que la situation ne va pas se dégrader (impression de sécurité), d'autre part cela rend difficile la prévision de l'accident : il faut imaginer un événement qui n'aura peut-être jamais lieu.
Pour ce genre de risque quasiment non mesurable, concernant un danger contre lequel il est difficile de se prémunir, on préférera l'appellation d'incertitude ou d'aléa. Le principe de précaution peut s'appliquer à des situations où les données scientifiques manquent pour qualifier la hauteur ou la nature du danger, par exemple pour une maladie émergente, ou une situation nouvelle.
De fait, une personne n'est pas nécessairement consciente qu'elle prend un risque (l'enfant notamment), et à l'inverse elle peut croire à un risque, alors qu'il n'y a pas le moindre danger. Ou bien encore, elle peut percevoir derrière l'appellation d'un risque, des dangers sans rapport direct avec le risque réel. Par exemple, on a vu, lors du passage informatique à l'an 2000, beaucoup de personnes s'imaginer que, à cause du bogue de l'an 2000, les avions risquaient de tomber le 1er janvier, les ascenseurs de tomber en panne, etc. alors qu'en réalité, le risque se situait essentiellement dans le domaine de l'informatique de gestion, et plus précisément dans les mainframes, la micro-informatique, le web et les puces étant peu affectés. Le risque était global : une désorganisation générale de l'économie, et il risquait de se manifester à d'autres moments que le 1er janvier 2000 précisément.
Dans ces conditions, la perception du risque est toujours susceptible d'être fortement entravée par des facteurs subjectifs, propres à chaque être humain ainsi que par les facteurs culturels ou conjoncturels concernant la communauté à laquelle il appartient.

## Perceptions des risques naturels
Diverses enquêtes menées sur les stratégies mises en place pour mettre les personnes à l'abri des risques naturels, permettent de mettre en évidence différentes représentations sociales de relation au risque, qui font appel à leur perception par la population, à leur acceptabilité et aux comportements d'adaptation qui en découlent et qui sont orientés par la plus ou moins grande conscience du risque. Les perceptions du risque vont depuis le déni total à la phobie, en passant par tous les degrés d'euphémisation — minimisation, mise à l'écart dans le temps ou l'espace qui traduisent le biais d'optimisme spatial couplé à un pessimisme temporel et constituent souvent la réaction à une dissonance cognitive — ou au contraire de surestimation,. Outre cette sensibilité au risque, les représentations renvoient à son acceptabilité par les populations qui est fonction de nombreux paramètres sociodémographiques au niveau des individus, notamment l'âge, la formation, l'expérience passée et la perception des conséquences immédiates ou différées des risques, leur caractère juste ou injuste, le degré de confiance dans l'évaluation du risque proposée par la communauté scientifique, les sources d'information (interpersonnelle, presse, réseaux sociaux), l'attachement à leurs biens et aux aménités,,… Elle est aussi fonction des modalités de mise en œuvre de ces stratégies (caractère d'urgence ou planifié, injonctif ou concerté, acquisition à l'amiable ou expropriation des biens menacés), de la légitimité de l'institution en charge de la gestion des risques,.